# Кравани-над-Дунаєм
Кравани-над-Дунаєм (словац. Kravany nad Dunajom) — село в окрузі Комарно Нітранського краю Словаччини. Площа села 15,88 км². Станом на 31 грудня 2015 року в селі проживав 721 житель.

## Історія
Перші згадки про село датуються 1245 роком.

## Населення
| Рік:            | 1994. | 2004.   | 2014.   | 2024.   |
| --------------- | ----- | ------- | ------- | ------- |
| Кількість осіб: | 779   | 759     | 727     | 703     |
| Різниця:        |       | -2,56 % | -4,21 % | -3,30 % |

| Рік:            | 2023. | 2024.   |
| --------------- | ----- | ------- |
| Кількість осіб: | 718   | 703     |
| Різниця:        |       | -2,08 % |